# Lucoli

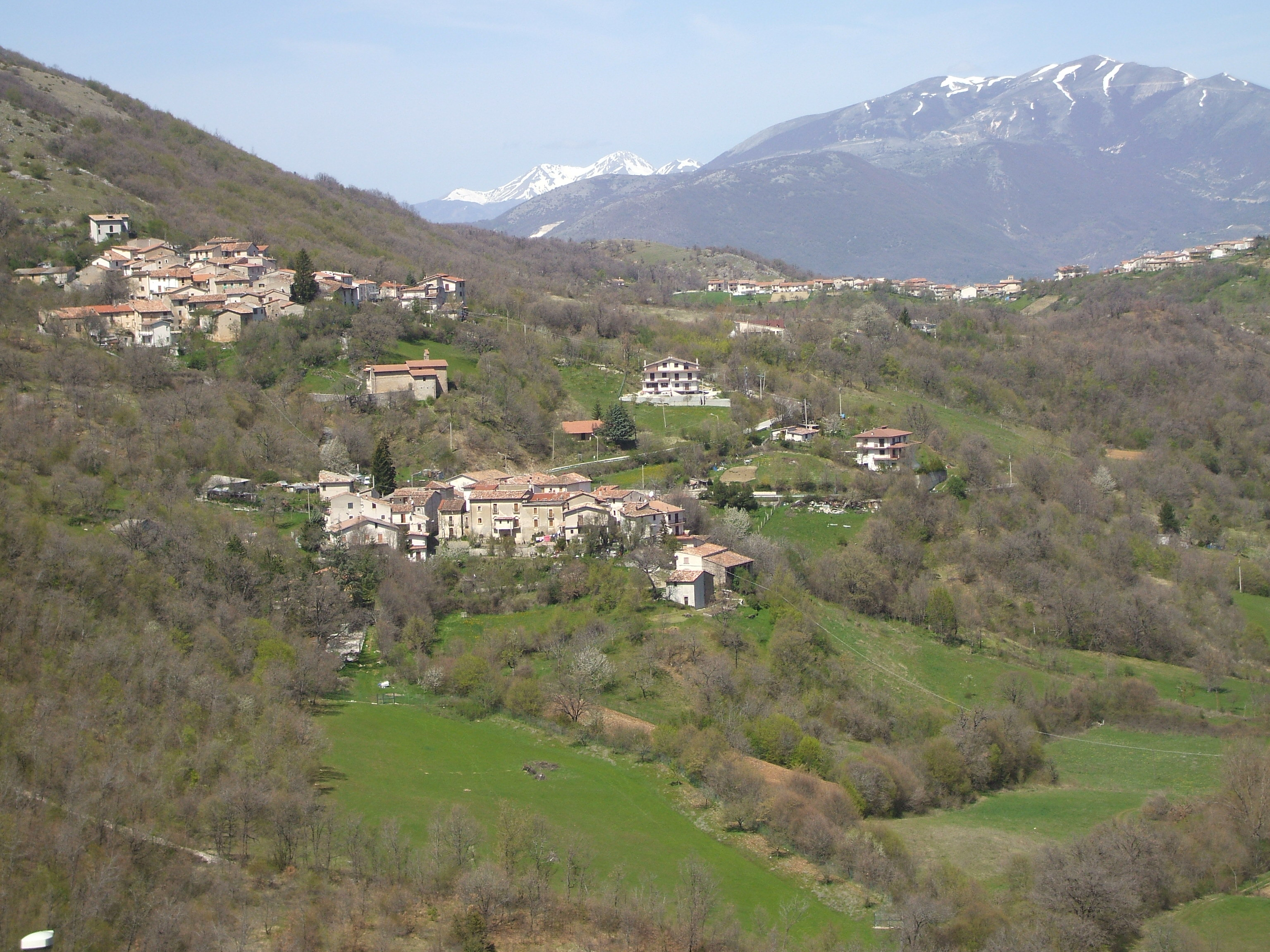
Blick auf Lucoli

Lucoli ist eine italienische Gemeinde (comune) mit 824 Einwohnern (Stand 31. Dezember 2023) in der Provinz L’Aquila in den Abruzzen. Die Gemeinde liegt etwa 8,5 Kilometer südwestlich von L’Aquila, gehört zur Comunità montana Amiternina und grenzt unmittelbar an die Provinz Rieti (Latium). Der Verwaltungssitz befindet sich im Ortsteil Collamento. 2009 wurde die Gemeinde durch ein Erdbeben schwer geschädigt.

## Verkehr
Durch die Gemeinde führt die Strada Statale 584 dei Lucoli von L’Aquila nach Tornimparte.